# Општина Даени (Тулћа)
Даени (рум. Dăeni) општина је у Румунији у округу Тулћа.
Oпштина се налази на надморској висини од 31 m.